# Apimondia
Apimondia (angl. Apimondia International Federation of Beekeepers' Associations) - je Mezinárodní Federace včelařských organizací, sdružující 81 národních včelařských organizací ve světě (2017), se sídlem v Římě, jejímž prezidentem je (od roku 2017) Američan Dr. Jeff Pettis, zřízená za účelem propagace vědeckého, technického, ekologického a ekonomického pokroku v oboru včelařství ve všech zemích světa a spolupráce včelařských spolků v této oblasti.

## Charakteristika
S rozvojem mnoha oblastí zemědělství, včetně včelařství, bylo potřeba založit mezinárodní organizaci, která by podporovala a vyměňovala si znalosti na toto téma. Myšlenka na založení této federace se zrodila na konci 19. století (1893). Federace byla založena v roce 1895  a o dva roky později se její první kongres konal v Bruselu (Belgie) pod předsednictvím Fernanda de Lalieux de la Rocq a Emila Caillase jako generálního tajemníka. Tento kongres byl spojen se Světovým včelařským veletrhem a Mezinárodní včelařskou výstavou v Tervuerenu s 339 vystavovateli z 10 evropských zemí.
Federace funguje na základě přijatého statutu a v jejím čele stojí Výkonná rada s předsedou voleným na valné hromadě, obvykle pořádané na kongresu. V organizaci je sedm stálých výborů:
1. Ekonomika včelařství
2. Biologie včel
3. Zdraví včel
4. Opylování a medonosná flóra
5. Včelařská technologie
6. Apiterapie
7. Rozvoj venkova a včelařství

Nejvýznamnější akcí jsou několikadenní kongresy pořádané (v současnosti každé dva roky) s řadou přednášek a konferencí věnovaných včelařství. Zároveň probíhá včelařský veletrh ApiExpo, kde se prezentují firmy z celého světa. Také se zde stalo tradicí prezentovat další hostitelskou zemi Apimondii. Z iniciativy Irska se od roku 2005 koná World Honey Show - výstava a soutěž popularizující včelařské produkty. Spolu s kongresem je organizováno i mnoho doprovodných akcí.
Federace vydává vlastní časopis s názvem Apiacta.

## Členské země
| Č.  | Země                |
| 1.  | Afghánistán         |
| 2.  | Albánie             |
| 3.  | Alžírsko            |
| 4.  | Saúdská Arábie      |
| 5.  | Argentina           |
| 6.  | Arménie             |
| 7.  | Austrálie           |
| 8.  | Rakousko            |
| 9.  | Ázerbájdžán         |
| 10. | Bangladéš           |
| 11. | Belgie              |
| 12. | Bělorusko           |
| 13. | Bosna a Hercegovina |
| 14. | Brazílie            |
| 15. | Bulharsko           |
| 16. | Chile               |
| 17. | Čína                |
| 18. | Chorvatsko          |
| 19. | Kypr                |
| 20. | Černá Hora          |
| 21. | Česko               |

| Č.  | Země        |
| 22. | Dánsko      |
| 23. | Estonsko    |
| 24. | Etiopie     |
| 25. | Filipíny    |
| 26. | Finsko      |
| 27. | Francie     |
| 28. | Řecko       |
| 29. | Španělsko   |
| 30. | Nizozemsko  |
| 31. | Indie       |
| 32. | Írán        |
| 33. | Irsko       |
| 34. | Izrael      |
| 35. | Japonsko    |
| 36. | Jordánsko   |
| 37. | Kambodža    |
| 38. | Kanada      |
| 39. | Kazachstán  |
| 40. | Kyrgyzstán  |
| 41. | Jižní Korea |
| 42. | Kuba        |

| Č.  | Země         |
| 43. | Kuvajt       |
| 44. | Libye        |
| 45. | Litva        |
| 46. | Lotyšsko     |
| 47. | Malta        |
| 48. | Maroko       |
| 49. | Mexiko       |
| 50. | Moldavsko    |
| 51. | Mongolsko    |
| 52. | Německo      |
| 53. | Norsko       |
| 54. | Nový Zéland  |
| 55. | Polsko       |
| 56. | Jižní Afrika |
| 57. | Rusko        |
| 58. | Rumunsko     |
| 59. | Rwanda       |
| 60. | Salvador     |
| 61. | San Marino   |
| 62. | Srbsko       |
| 63. | Slovensko    |

| Č.  | Země                    |
| 64. | Slovinsko               |
| 65. | USA                     |
| 66. | Švýcarsko               |
| 67. | Švédsko                 |
| 68. | Tanzanie                |
| 69. | Togo                    |
| 70. | Turecko                 |
| 71. | Uganda                  |
| 72. | Ukrajina                |
| 73. | Uruguay                 |
| 74. | Venezuela               |
| 75. | Maďarsko                |
| 76. | Spojené království      |
| 77. | Vietnam                 |
| 78. | Itálie                  |
| 79. | Pobřeží slonoviny       |
| 80. | Zambie                  |
| 81. | Spojené arabské emiráty |